# Zwaardherik
Zwaardherik, rucola of raketsla (Eruca vesicaria, synoniem: Eruca sativa) is een eenjarige plant die behoort tot de Kruisbloemenfamilie (Cruciferae oftewel Brassicaceae). In het Middellandse Zeegebied wordt rucola al sinds de middeleeuwen geteeld. Rond 1980 is zwaardherik onder de naam "rucola" ook in Noord-Europa in de belangstelling gekomen.
De gekweekte vorm van grote zandkool wordt wel onder de naam "wilde rucola" verhandeld. Grote zandkool lijkt in smaak erg op zwaardherik ("echte rucola"). Het verschil is aan de bloemen goed te zien: zwaardherik bloeit wit, vaak met donkere adertjes, terwijl grote zandkool ("wilde rucola") geel bloeit.

## Beschrijving
Zwaardherik komt van nature voor op het noordelijk halfrond en in Zuid-Amerika.
De plant wordt 10 centimeter tot 1 meter hoog. De gekweekte vorm heeft gaafrandige bladeren, terwijl ze bij de wilde vorm ingesneden zijn.
Zwaardherik bloeit met vrijwel witte, purper geaderde bloemen.
De vrucht is een hauw.

## Teelt en gebruik
Rucola wordt vroeg in het voorjaar tot vrij laat in de herfst gezaaid of in de winter in een kas of onder platglas. In de herfst gezaaide planten overleven in de volle grond milde winters. Het blad blijft eetbaar, maar wordt wel sterker van smaak. Na de winter komen de bloeistengels tevoorschijn.
De smaak is walnootachtig en enigszins bitter. Bij de smaak spelen de isothiocyanaten, in het bijzonder het 4-methylthio-butylisothiocyanaat en het 5-methylthio-pentylisothiocyanaat, een belangrijke rol. De kiemplantjes worden wel op brood gegeten. De jonge plantjes worden als smaakversterker gebruikt in sla en rauwkost. Het gebruik in sla is typisch Toscaans van oorsprong. Ook wordt rucola gestoofd gegeten.
Rucola heeft een hoog vitamine C-gehalte, maar ook een hoog nitraatgehalte en mag daarom niet in grote hoeveelheden gegeten worden. De aanvaardbare dagelijkse inname (ADI) van nitraat bedraagt 3,7 mg per kg lichaamsgewicht. De aanbevolen maximale nitraatinname voor iemand met een massa van 70 kg mag dus niet meer dan 260 mg per dag bedragen, wat al bij 47 gram rucola bereikt wordt.
In Afghanistan, Pakistan en Noord-India wordt uit de zaden van de plant olie geperst, jamba of taramira geheten. De olie wordt gebruikt voor het inleggen van groenten, in salades en als bakolie.
De voedingswaarde van 100 gram verse rucola is:
| Energetische waarde | 100 kJ of 24 kcal |
| ------------------- | ----------------- |
| Koolhydraten        | 3,7 gram          |
| Eiwit               | 2,6 gram          |
| Vet                 | 0,7 gram          |

## Zwaartekracht
Of een plant zwaartekracht wel of niet nodig heeft voor zijn ontwikkeling is in april 2004 door astronaut André Kuipers op zijn vlucht in de ruimte onderzocht aan rucolazaadjes. Omdat de kiemplantjes alle kanten opgroeiden werd hiermee - ten overvloede - bewezen dat een plant inderdaad de zwaartekracht gebruikt voor het bepalen van de groeirichting (geotropie).

## Afbeeldingen

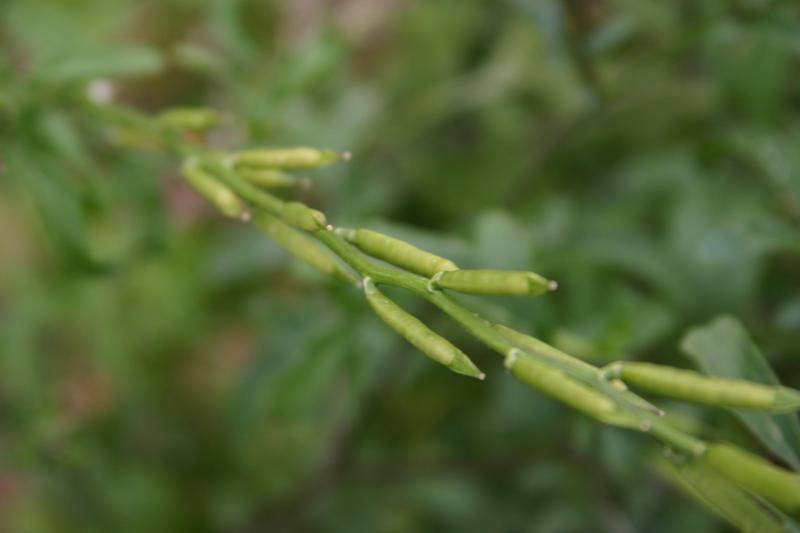
Hauwen van zwaardherik
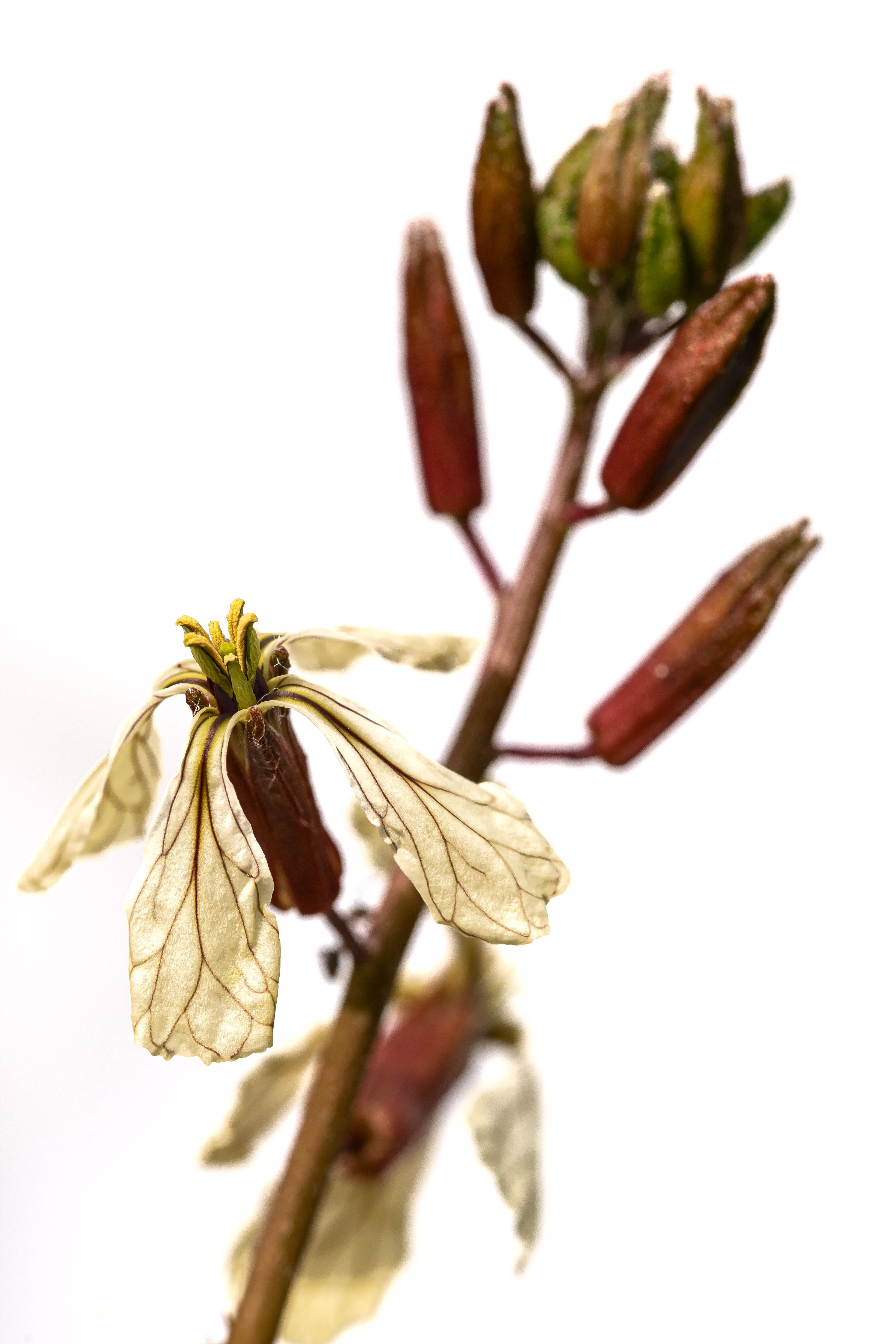
Bloeiende rucola